# Golpe de Estado na Lituânia em 1926

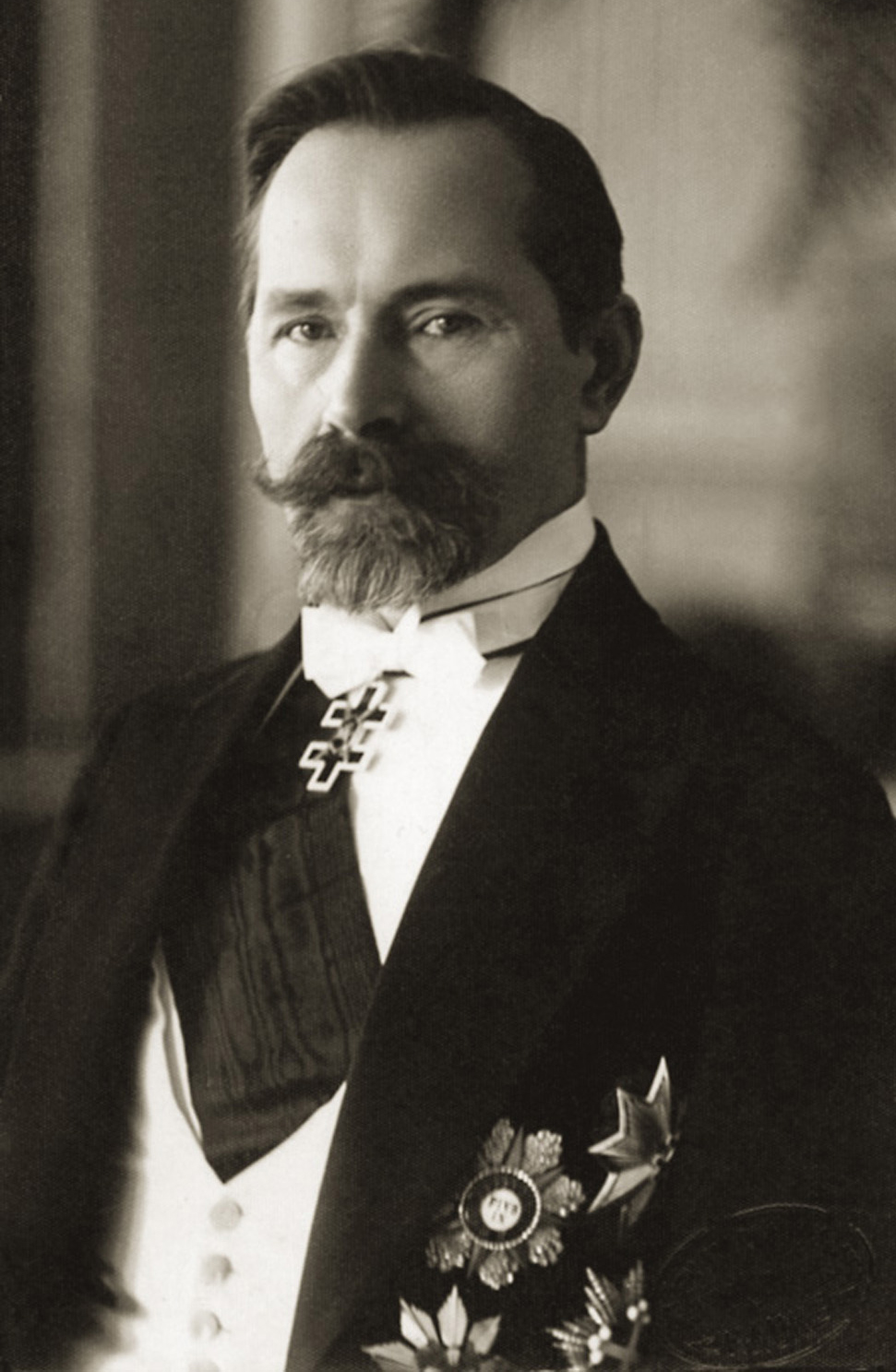
Antanas Smetona e seu partido foram os principais beneficiários do golpe de Estado

O Golpe de Estado na Lituânia em 1926 (em lituano: 1926-ųjų perversmas) foi um golpe militar na Lituânia, que resultou na substituição de um governo democraticamente eleito pelo governo autoritário-conservador liderado por Antanas Smetona. O golpe de Estado ocorreu em 17 de dezembro de 1926 e foi amplamente organizado pelos militares; o papel de Smetona continua a ser objeto de debate. O golpe de Estado trouxe a União Nacional Lituana, o partido mais conservador da época, ao poder. Antes de 1926, tinha sido um partido nacionalista relativamente novo e insignificante: naquele mesmo ano, os seus membros eram cerca de 2000 e havia obtido apenas três cadeiras nas eleições parlamentares. O Partido Democrata Cristão da Lituânia, o maior partido no Seimas na época, colaborou com os militares e forneceu legitimidade constitucional para o golpe, porém não aceitou nenhum dos principais postos no novo governo e retirou-se em maio de 1927. Após a entrega do poder dos militares para o governo civil, os primeiros deixaram de desempenhar um papel direto na vida política. Smetona e seu partido, no entanto, permaneceriam no poder até 1940, quando a Lituânia foi ocupada pela União Soviética.[carece de fontes?]